# Schöneberger Terrassen
Schöneberger Terrassen (letteralmente «terrazze di Schöneberg») è il nome di un complesso di edilizia sociale di Berlino, sito nel quartiere di Schöneberg. È posto sotto tutela monumentale (Denkmalschutz).

## Storia
Il complesso fu costruito dal 1976 al 1979 per iniziativa della società edilizia GSW su progetto di Waldemar Poreike, sull’area occupata in precedenza dalla fabbrica di birra Kindl.
I giardini interni vennero parzialmente ridisegnati dal 2003 al 2004.
Nel 2017 il complesso venne posto sotto tutela monumentale (Denkmalschutz)

## Caratteristiche
Il complesso occupa quasi interamente l’isolato compreso fra la Dominicusstraße, la Feurigstraße, la Ebersstraße e la Prinz-Georg-Straße; gli edifici sono disposti in parte lungo i fili stradali, con altezze corrispondenti a quelle degli isolati limitrofi, e in parte, con altezze maggiori, all’interno del lotto; si creano in tal modo due grandi corti interne, sistemate a giardino, su cui gli appartamenti si affacciano con ampie terrazze digradanti.
Lo schema generale risulta quindi essere a cavallo fra due epoche architettoniche: mentre gli affacci interni proseguono la tradizione moderna della «macchina abitativa» funzionale e immersa nel verde, verso l’esterno il complesso dialoga con l’ambiente circostante, anticipando la sensibilità postmoderna che negli anni seguenti avrebbe caratterizzato gli interventi dell’Internationale Bauausstellung.